# Michitaro Komatsubara

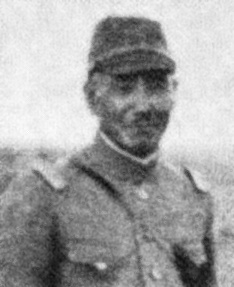
Generallöjtnant Michitarō Komatsubara, japansk befälhavare i slaget om Chalchin-Gol, 1939.

Michitarō Komatsubara (小松原 道太郎 Komatsubara Michitarō), född 20 juli 1885, död 6 oktober 1940, var en general i den Kejserliga japanska armén under slaget om Chalchin-Gol.

## Biografi
Michitarō Komatsubara föddes i Yokohama, där hans far arbetade som mariningenjör. Komatsubara tog examen från den 18:e klassen i den japanska Kejserliga Militärakademin år 1905. Han tjänstgjorde som militärattaché i Ryssland åren 1909-1910 och lärde sig tala flytande ryska. Efter återkomsten till Japan tilldelades han en rad stabsbefattningar inom den kejserliga japanska armén och inom Japans Högsta Krigsråd. 1914 följde han under första världskriget med den japanska expeditionsstyrkan och deltog i slaget vid Tsingtao.
Vid Komatsubaras återkomst till Japan 1915 avslutade han 27:e klassen vid Arméns Stabskollegium, (ett sorts krigskollegium) och utnämndes till befälhavare för den Kejserliga japanska arméns 34:e Infanteriregemente.
Från 1919 överfördes Komatsubara till den sovjetiska grenen inom den 4:e sektionen (europeisk & amerikansk militär underrättelsetjänst), 2:a byrån vid Arméns Generalstab. Efter att ha tillbringat åren 1926-1927 som instruktör vid Krigskollegiet återvände han till Moskva igen som militärattaché 1927-1929.
Efter Komatsubaras återkomst till Japan blev han befälhavare för Kejserliga japanska arméns 57:e Infanteriregementet åren 1930-1932. Två år senare blev han chef för Harbins specialagentur i Manchukuo. Han befordrades till generalmajor 1934 och återvände till Japan för att överta kommandot över den kejserliga japanska arméns 8:e Infanteribrigad, 1936-1937 var han befälhavare för 1:a Kejserliga Gardesbrigaden.
Han upphöjdes till generallöjtnant 1939 och fick nytt uppdrag i Manchukuo som befälhavare för 23:e divisionen och tjänstgjorde vid staben för Kwantungarmén. Han blev satt i reserven efter Japans förnedrande nederlag i slaget om Chalchin-Gol (1939) och dog den 6 oktober 1940 av magsäckscancer.